# MS Sea Witch
MS Sea Witch (с англ. — «Морская ведьма») — американское морское грузовое судно типа C2 Морской комиссии США, первое из четырех довоенных судов, построенных компанией Tampa Shipbuilding & Engineering Company (Тампа, Флорида). Суда этого типа имели модификации: C2-S, C2-S-A1, C2-S-B1 и C2-T.

## История
«Sea Witch» был первым из восьми теплоходов серии типа C2 серии, построенных компанией Tampa Shipbuilding & Engineering Company, оснащенных двумя дизелями Nordberg. Судно было передано Морской комиссии США для морских испытаний 30 июля 1940 года.
Cудно было передано компании United States Lines для эксплуатации на прямых грузовых перевозках по маршрутам между американскими портами в Нью-Йорке, Балтиморе, Филадельфии, Хэмптон-Роудсе и Саванне — в Манилу, Шанхай и Гонконг для обеспечения самой быстрой прямой перевозки грузов между Восточным побережьем США и Дальним Востоком. 15 августа 1940 года судно «Sea Witch» вышло из Нью-Йорка под командованием капитана Сэмюэля Ли в свой первый рейс. 23 января 1941 года, после того как судно превысило все свои показатели во время первого рейса, компания United States Lines объявила, что судно будет куплено.
После начала Второй мировой войны, 26 января 1942 года, судно было реквизировано Управлением военного судоходства и передано армии США. «Sea Witch» занималось перевозками различных военных грузов, включая самолёты Curtiss P-40 на Тихоокеанском театре военных действий (входил в Юго-западную тихоокеанскую зону). В какой-то момент корабль был преобразован в войсковой транспорт с вместимостью 1907 человек.
После окончания войны, 24 июня 1946 года, «Sea Witch» был возвращен Морской комиссии США и поставлен на прикол в James River Reserve Fleet. 25 апреля 1947 года судно было продано компании Dichmann, Wright & Pugh, Inc. 8 мая 1947 года она перепродала «Sea Witch» компании Caribbean Land & Shipping Corporation. Затем судно было продано шведской компании Rederi AB Pulp и переименовано в «Axel Salen». В 1951 году судно было продано и переименовано в Bastasen, а в том же году снова переименовано в Warszawa. В конце-концов оно было списано.